# Museo Histórico Municipal de San Fernando
El Museo Histórico Municipal de San Fernando es uno de los dos principales museos de San Fernando (Cádiz) que fue fundado en 1986. El museo está situado en la Calle Real, en la que se encuentran también el ayuntamiento, la Iglesia Mayor de San Pedro y San Pablo, la Iglesia de El Carmen, el Castillo de San Romualdo, la antigua Capitanía General y el Callejón Croquer.

## Historia

### Museo
El Museo Histórico Municipal de San Fernando se creó en la década de 1980 por iniciativa municipal y con el apoyo de numerosos entusiastas de la historia y la arqueología de esta ciudad. En una primera fase del proyecto, el ayuntamiento creó el Aula Municipal de Historia, que se ubicaba en la entreplanta del Palacio Consistorial. Su buena acogida derivó en la creación oficial del Museo Histórico Municipal de San Fernando, donde se expusieron desde 1988 varias pequeñas colecciones compuestas por restos arqueológicos donados por particulares y por el propio ayuntamiento. Tanto el Aula como el museo resultaron ser un éxito porque, como afirma el historiador Antonio Sáez Epligares, contaron con un buen recibimiento por parte de los isleños y, además, permitían preservar objetos de algunos de los yacimientos más emblemáticos de la ciudad.

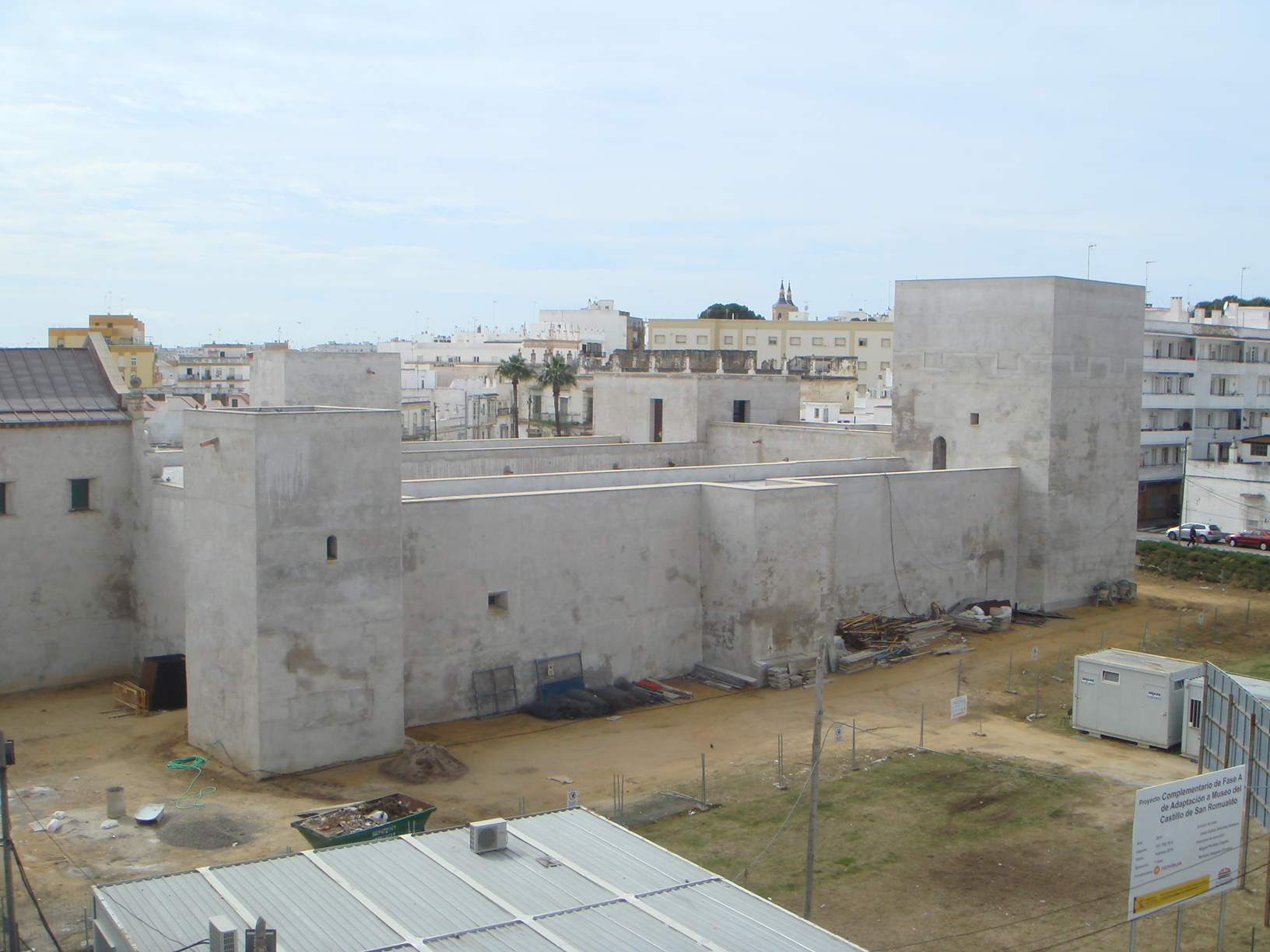
Castillo de San Romualdo en 2011, ahora la nueva sede el Museo Histórico Municipal.

En este museo pueden verse hallazgos de yacimientos casi de cualquier época histórica, desde la Prehistoria hasta la Edad Contemporánea. Algunos de los más destacados, según la página web del museo, son los restos del poblado neolítico del Campo de Hockey, varios objetos de los yacimientos de Pery Junquera y de Torrealta, así como la cerámica fenicia y púnica del Sector III de Camposoto.
Además, el museo ha participado en la conservación del Castillo de San Romualdo, un monumento del siglo XIII que se lleva remodelando desde los años noventa del siglo XX. En 1991 Telefónica cavó una zanja en los alrededores del castillo y en esta se descubrieron numerosos restos arqueológicos. El Museo Histórico Municipal lideró esta excavación y fue el encargado de conservar los vestigios hallados: varios huesos de animales, fragmentos de sílex y de cuarcita y 7 fragmentos de cerámica común de época romana, bajomedieval y moderna.

## Sede
El edificio fue construido en 1755 por un comerciante de Cádiz, Alonso Ortega y Muñiz, en terrenos del Deán de la Catedral de Cádiz. Hasta su adquisición por el ayuntamiento, albergó desde el año 1949 la Clínica de la Empresa Nacional Bazán, llegando a ser conocido por los isleños como Clínica Palomo. Cuando el ayuntamiento se hizo con el edificio decidió crear allí el Aula Municipal de Historia, el embrión del Museo Histórico Municipal. Ya en 1986 el ayuntamiento inició el proceso de creación del Museo Histórico Municipal, contando con la colaboración de un grupo de historiadores de San Fernando. 
Sin embargo, en 2016 el Museo Histórico Municipal cerró sus puertas para trasladar todos sus materiales y objetos de exposición al Castillo de San Romualdo, donde se pretendía crear la nueva sede del museo. La elección de este nuevo emplazamiento tuvo que ver con el simbolismo que supone el Castillo de San Romualdo para San Fernando, pues es considerado una seña de identidad de la ciudad. Este castillo ha estado ligado desde su creación, en el siglo XIII, a la defensa de la ciudad y al desarrollo urbanístico de esta. Al mismo tiempo, el Castillo de San Romualdo está en proceso de reformas, por lo que el museo todavía no ha podido inaugurarse.

## Administración
Tanto la titularidad como la gestión del Museo Histórico Municipal recaen en el ayuntamiento de San Fernando. El director del museo fue José L. López Garrido hasta su clausura en 2016.

## Colección
El museo alberga colecciones relacionados con la Historia de San Fernando sobre:
- Arqueología
- Arqueología Industrial
- Bellas Artes
- Documentación
- Etnología
- Fósiles y Minerales
- Fotografía
- Hemeroteca
- Numismática
- Réplicas

### Exposiciones permanentes

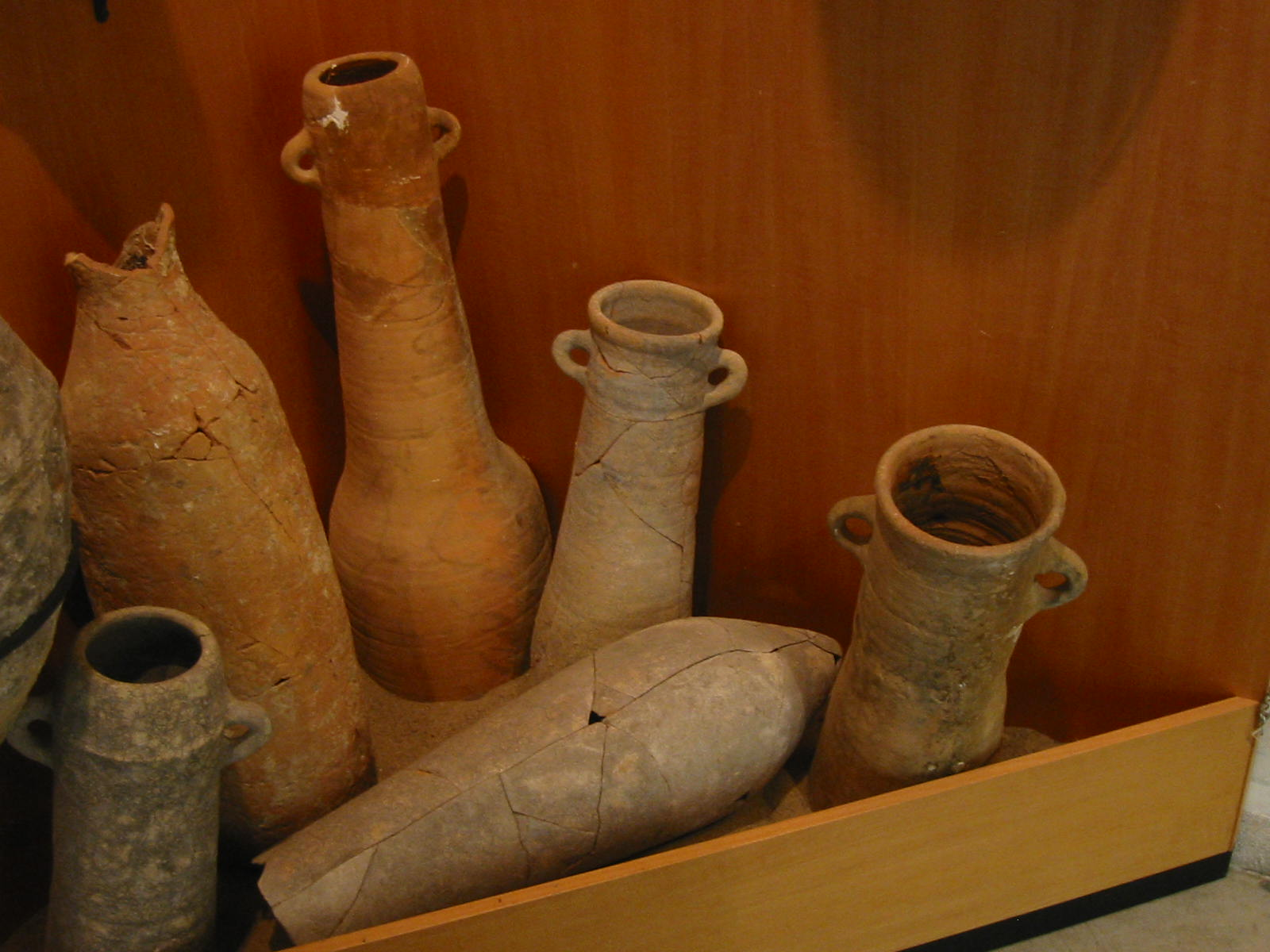
Ánforas púnico-turdetanas de Torre Alta, expuestas en el museo.

Sala I: Los orígenes de La Isla. En esta sala se encuentran objetos relacionados con la Prehistoria, situándolos en su contexto en Cádiz, más concretamente en San Fernando.
Sala II: Alfares del Sector III y Torre Alta. 
Sala III: Las Industrias de Gades.
Sala IV: El Yacimiento de Pery Junquera II. En 1997 se encontraron en la Avenida Pery Junquera diversos fragmentos de ánforas de tipo Carmona que fueron creadas entre el siglo III a. C. y la primera mitad del siglo I a. C.

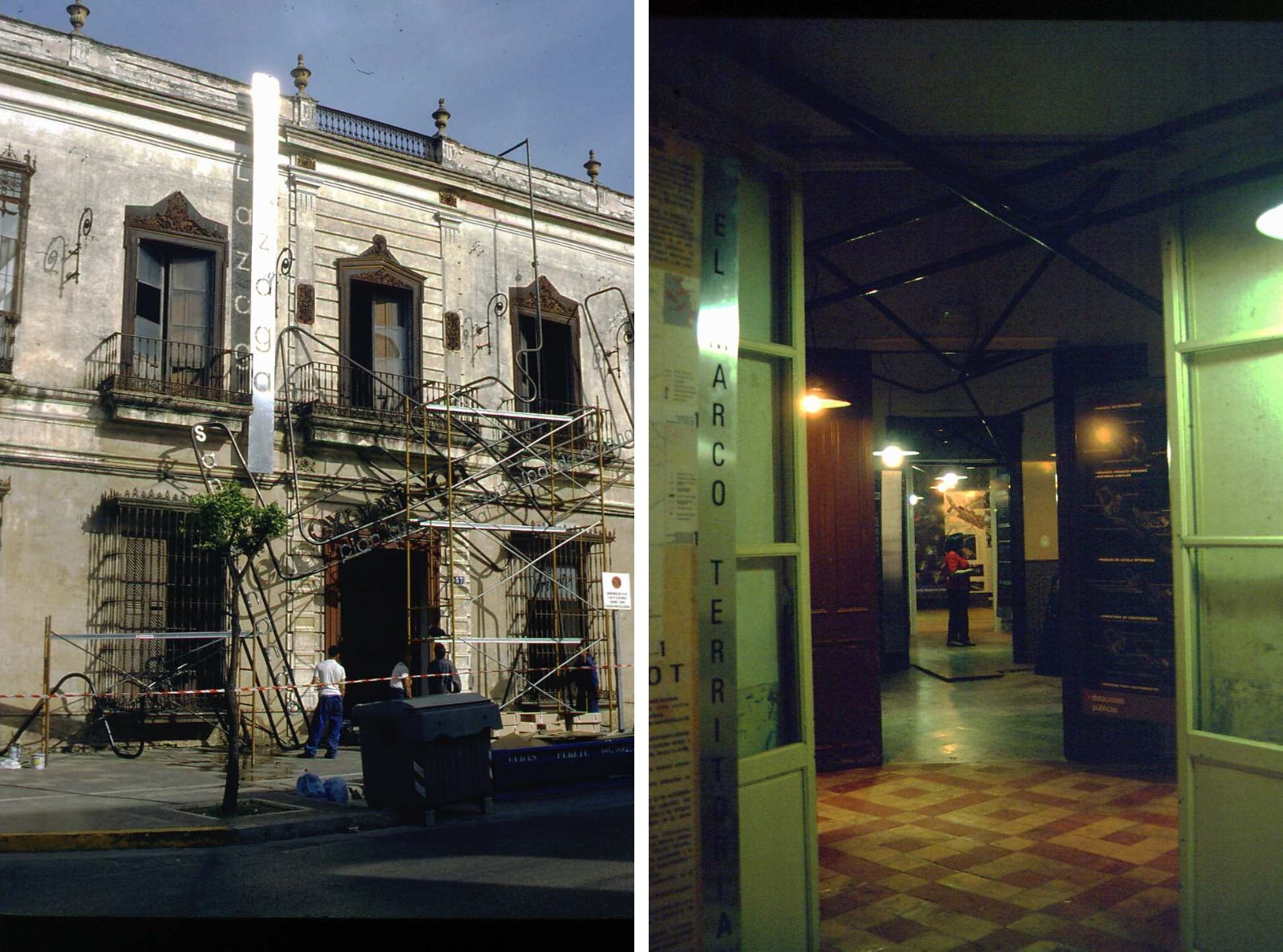
Restauración de la Casa Lazaga, cuyo archivo se expone en el museo.

Sala V: La Isla medieval, moderna y contemporánea. De la Edad Moderna se conserva una maqueta realizada por el ingeniero Alfonso Ximénez entre 1777-1779. En esta maqueta aparece la forma en que la ciudad estaba estructurada a finales del siglo XVIII, que fue el momento en el que se construyeron muchos de los grandes edificios de la calle Real.
Por otro lado, el fondo patrimonial de la Familia Lazaga es uno de los mayores exponentes del periodo contemporáneo en este museo. Esta familia vivía en la conocida como Casa Lazaga, en el número 157 de la calle Real, y tuvo mucha importancia en el siglo XIX por los cargos que ocuparon en la Armada y en la política local y regional. El material documental, fotográfico y bibliográfico de esta casa se trasladó al Museo Histórico Municipal tras su fundación, para poder garantizar su cuidado y conservación.